# Gare de Chinon
Gare de Chinon vasútállomás Franciaországban, Chinon településen.

## Vasútvonalak
Az állomást az alábbi vasútvonalak érintik:
- Les Sables-d'Olonne–Tours-vasútvonal

## Galéria

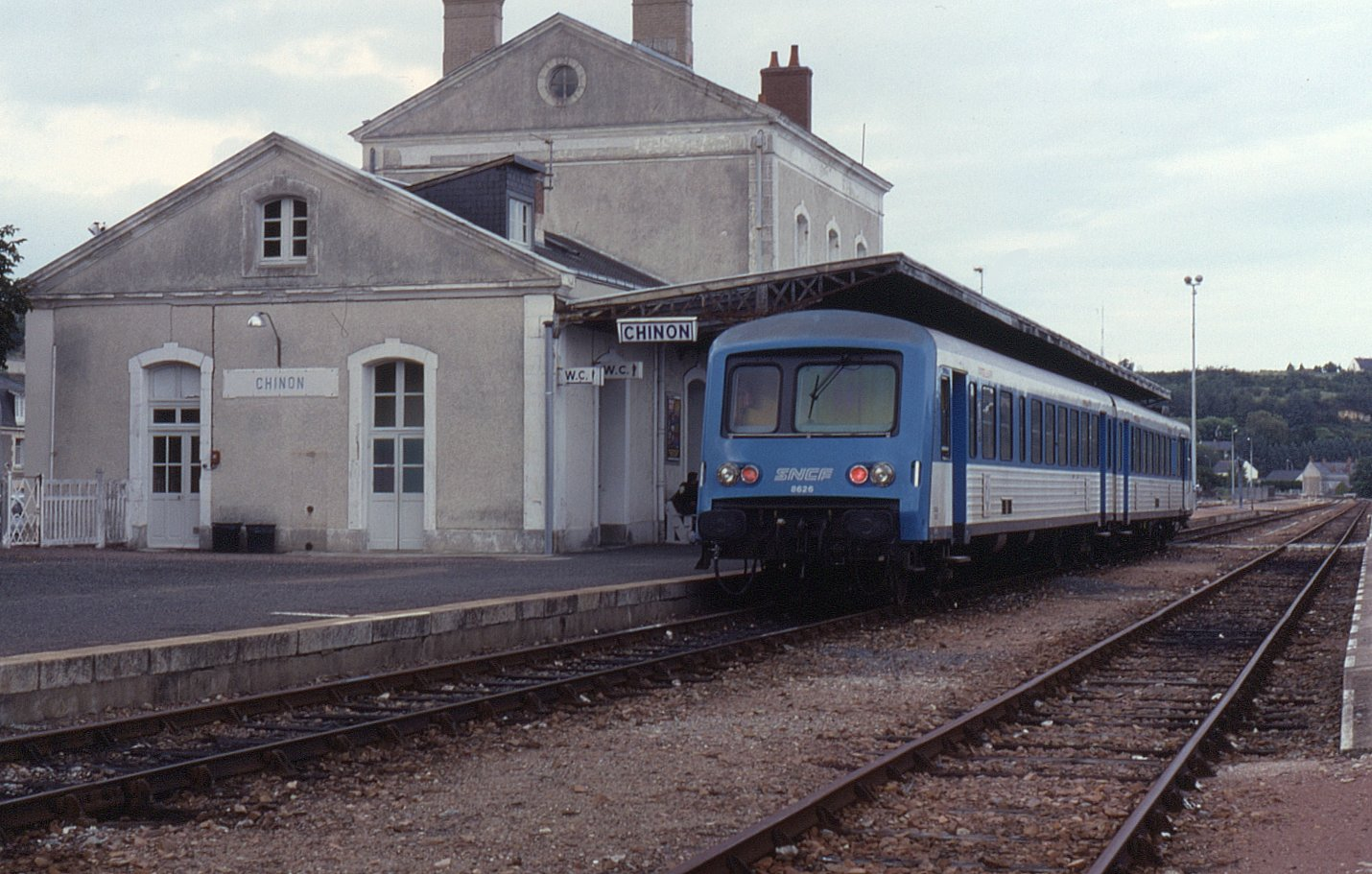
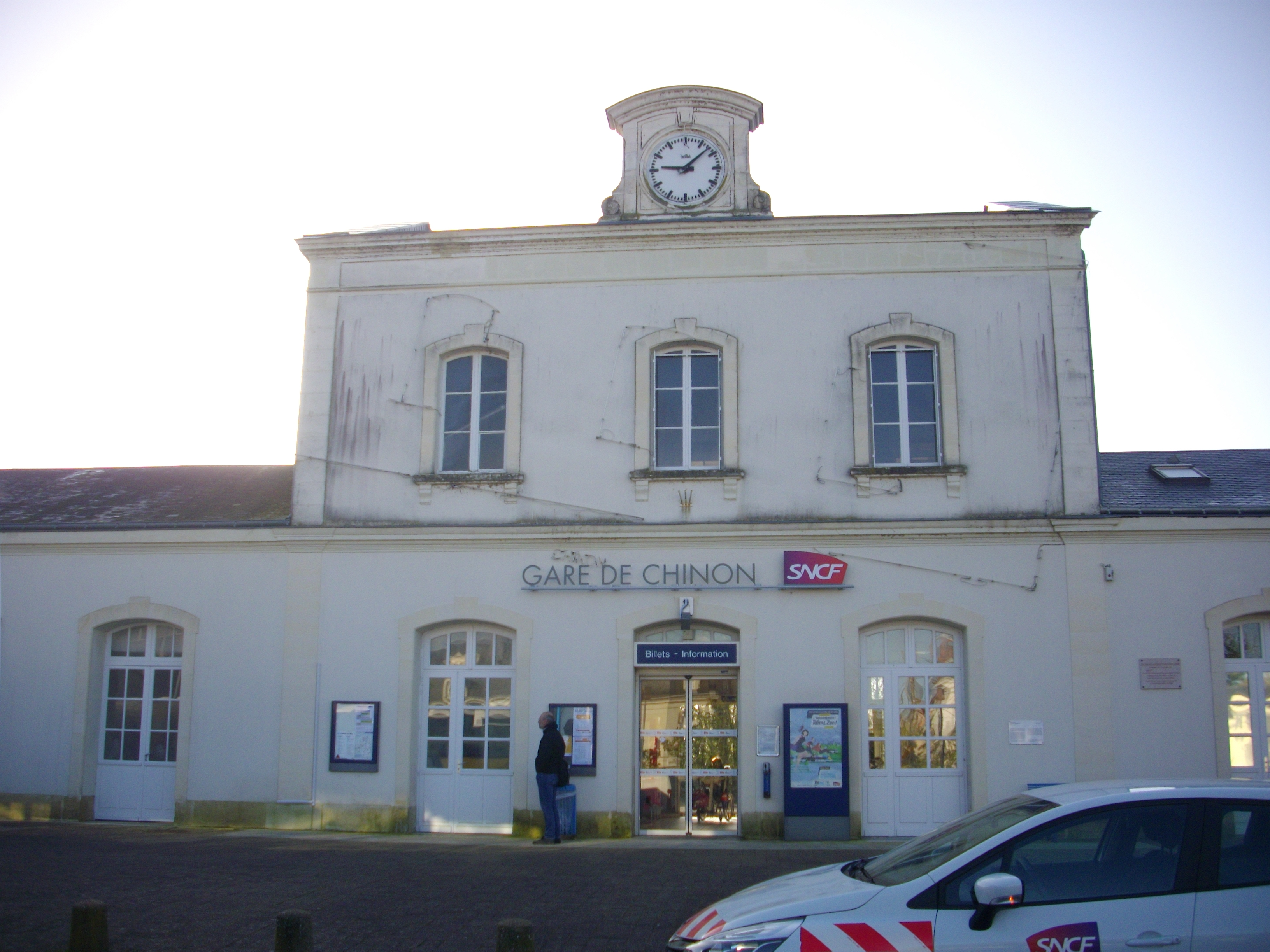
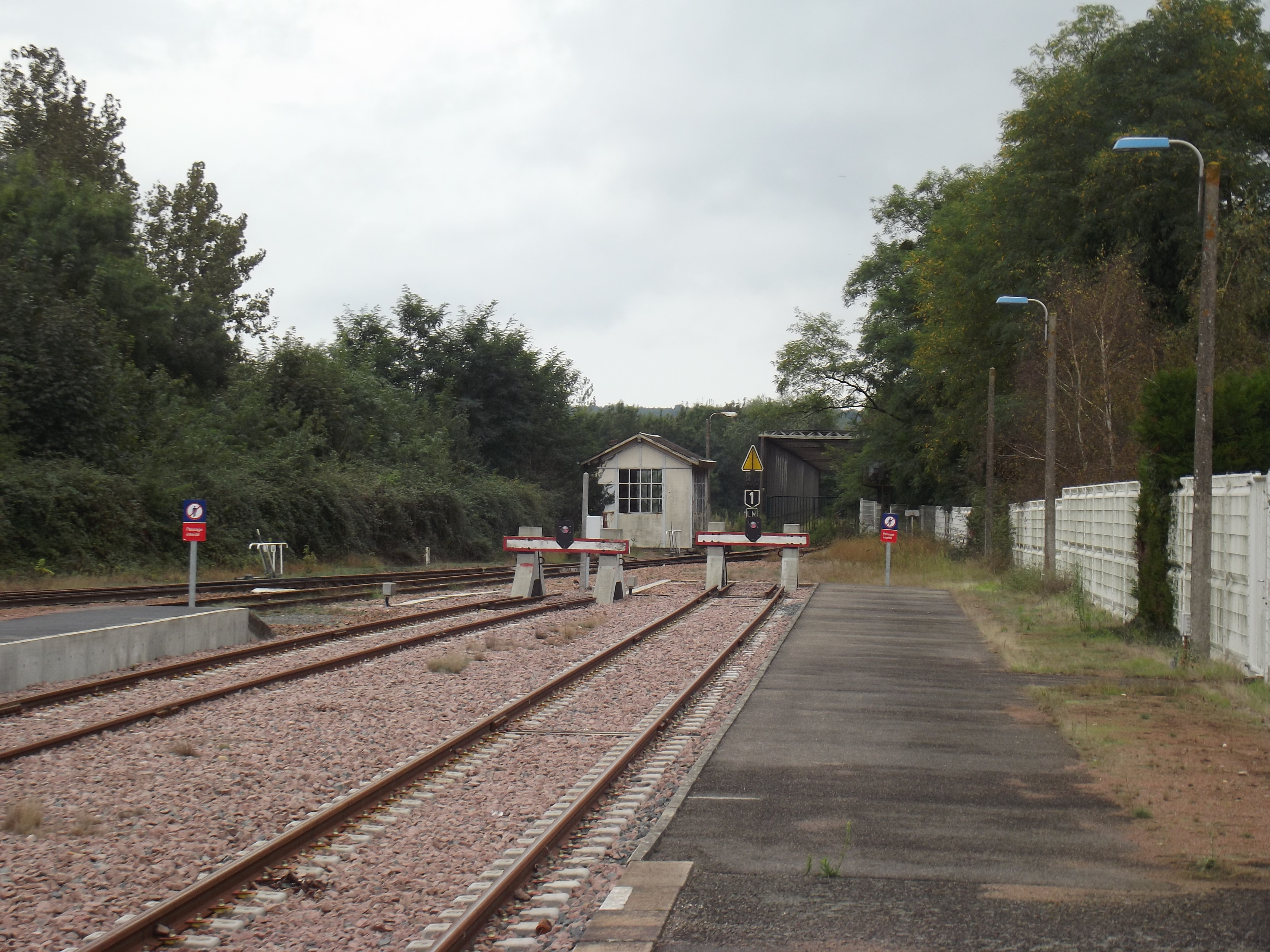
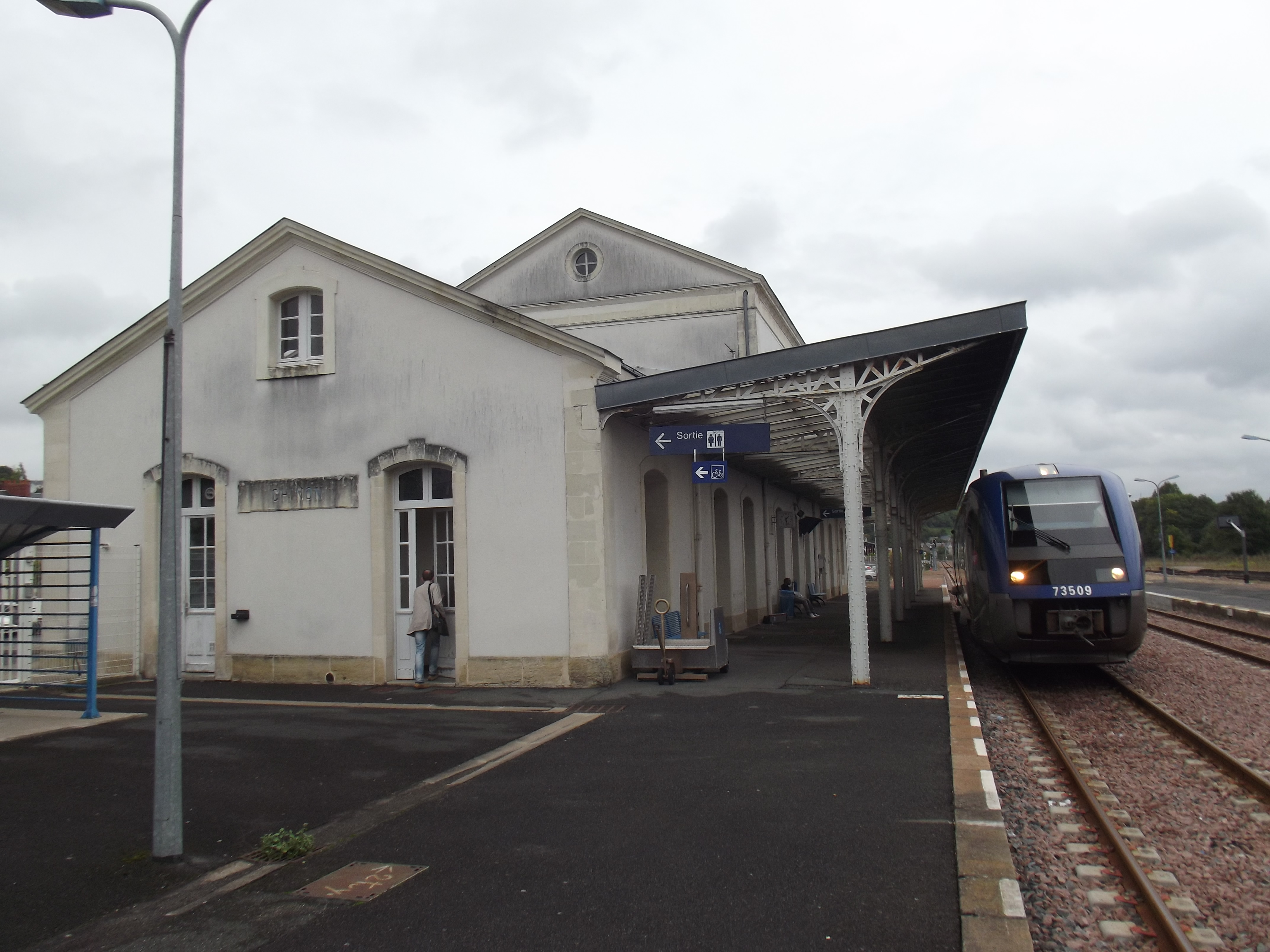